# Похвала светом кнезу Лазару
„Похвала светом кнезу Лазару” је југословенски ТВ филм из 1992. године. Режирала га је Мирјана Вукомановић која је написала и сценарио.

## Улоге
| Глумац                 | Улога |
| ---------------------- | ----- |
| Војислав Воја Брајовић |       |
| Војка Ђорђевић         |       |
| Мирјана Вукојчић       |       |
| Стево Жигон            |       |